# Округ Толивер (Џорџија)
Толивер (енгл. Taliaferro County) је округ у америчкој савезној држави Џорџија.

## Демографија
По попису из 2010. године број становника је 1.717, што је 360 (-17,3%) становника мање 2000. године.
| Група             | 2000.         | 2010.         |
| Белци             | 787 (37,9%)   | 625 (36,4%)   |
| Афроамериканци    | 1.253 (60,3%) | 1.024 (59,6%) |
| Азијати           | 1 (0,0%)      | 11 (0,6%)     |
| Хиспаноамериканци | 19 (0,9%)     | 35 (2,0%)     |
| Укупно            | 2.077         | 1.717         |